# Mitromorpha albosideralis
Mitromorpha albosideralis é uma espécie de gastrópode do gênero Mitromorpha, pertencente a família Mitromorphidae.